# Liste der Straßennamen von Niederstetten

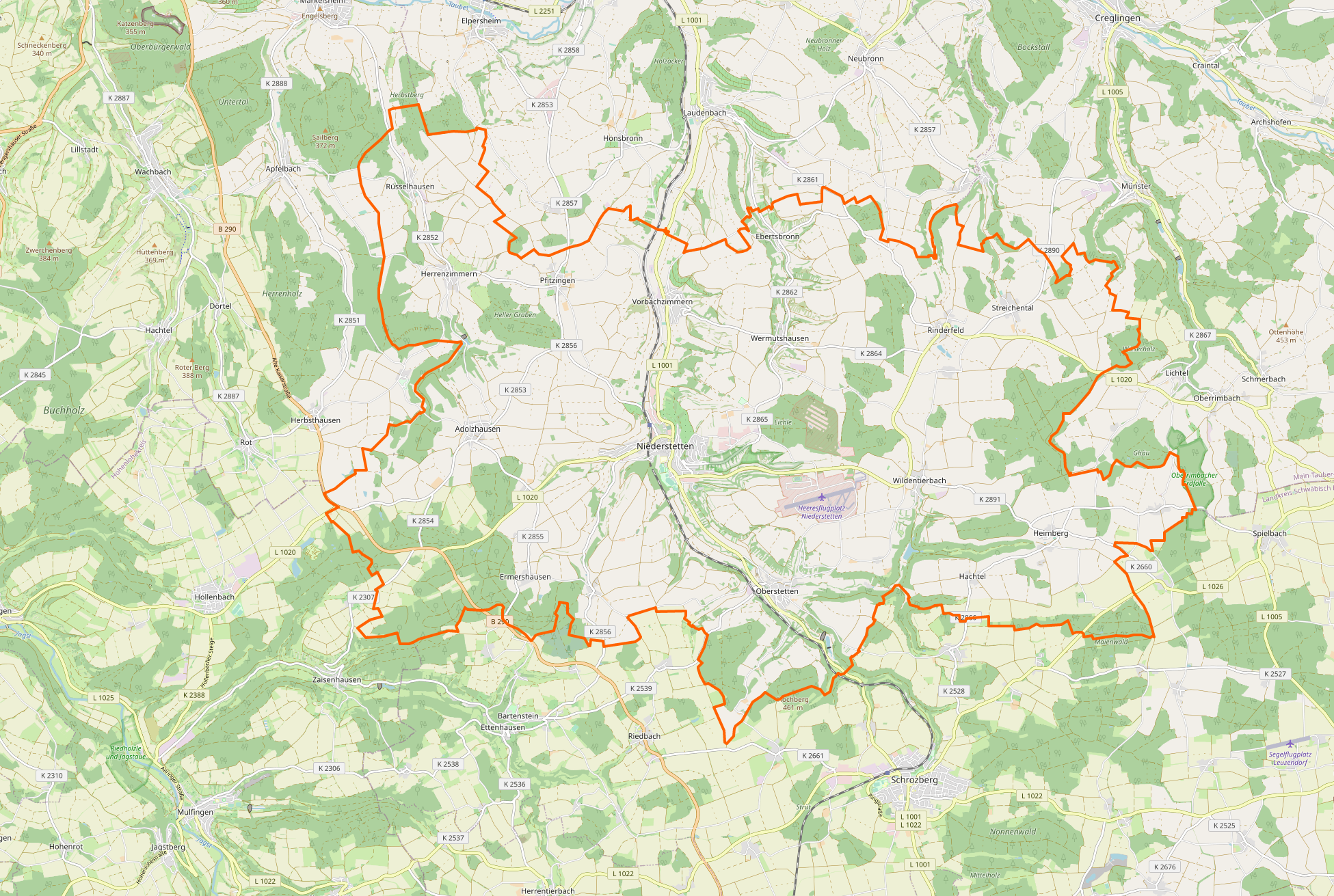
Gemarkung und Lage der Stadt Niederstetten

Wappen der Stadt Niederstetten

Diese Liste der Straßennamen von Niederstetten zeigt die Namen der aktuellen und historischen Straßen, Gassen, Wege und Plätze der Stadt Niederstetten und deren Stadtteile (Adolzhausen, Herrenzimmern, Niederstetten mit den Weilern Eichhof, Ermershausen und Sichertshausen, Haus und Schloss Haltenbergstetten, dem Gehöft Rehhof und den Häusern Dreischwingen und Neuweiler, Oberstetten mit dem Weiler Weilerhof, dem Gehöft Höllhof und den Häusern Fuggersmühle, Reutalsmühle und Stegmühle, Pfitzingen, Rinderfeld mit den Weilern Dunzendorf und Streichental, Rüsselhausen, Vorbachzimmern, Wermutshausen mit dem Weiler Ebertsbronn und Wildentierbach mit den Weilern Hachtel, Heimberg und Wolkersfelden, den Höfen Höllhof und Schönhof und dem Wohnplatz Landturm) sowie deren Namensherkunft, Namensgeber oder Bedeutung, sofern bekannt. Straßennamen wurden in den Stadtteilen jeweils erst im Zuge der örtlichen Flurbereinigungsverfahren eingeführt.
Der Artikel ist Teil der übergeordneten Liste der Straßennamen im Main-Tauber-Kreis. Die Liste erhebt keinen Anspruch auf Vollständigkeit.
| Historische Straßennamen – Rad- und Wanderwege – Einzelnachweise – Weblinks |

## A
- Ahornweg
- Akazienstraße
- Albert-Sammt-Straße – benannt nach Albert Sammt
- Alte Burgsteige – im Stadtteil Oberstetten
- Altenbergsteige
- Am Alten Berg
- Am Flugplatz – Standort des Heeresflugplatzes und Verkehrslandeplatzes Niederstetten, siehe: Heeresflugplatz Niederstetten
- Am Sonnenhang
- Amselweg
- An den Linden – im Stadtteil Vorbachzimmern
- Angerweg – im Stadtteil Oberstetten
- Äußere Straße – im Stadtteil Adolzhausen
- Austraße

## B
- B 290
- Bahnhofstraße

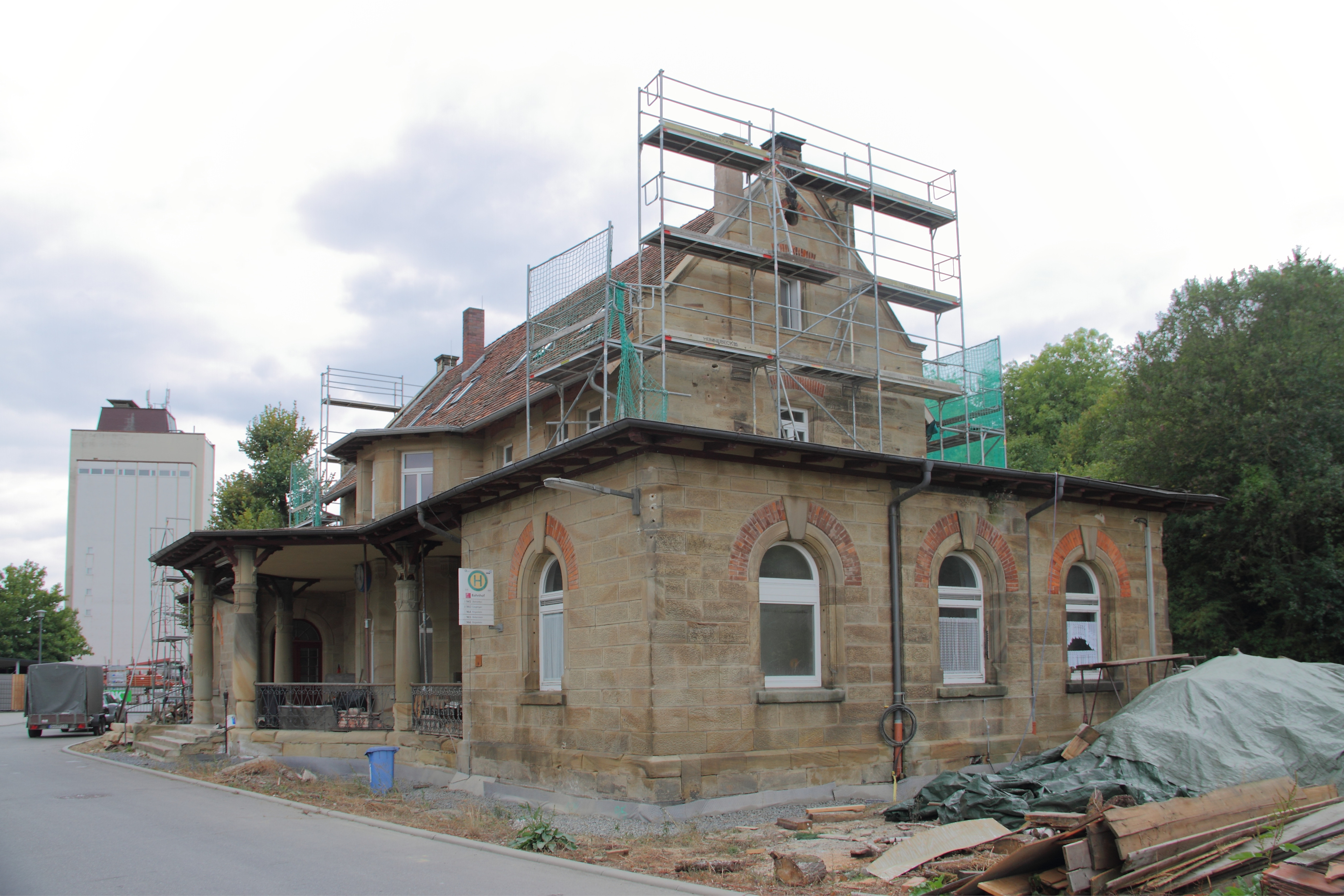
Bahnhofsempfangsgebäude, Bahnhofstraße 1

- Bass-Straße – benannt nach der von Kurt Bass 1947 in Niederstetten gegründeten Werkzeugfabrik BASS
- Begnizweg – im Stadtteil Vorbachzimmern
- Berggasse – im Stadtteil Oberstetten
- Beund – im Stadtteil Adolzhausen
- Biergässle – im Stadtteil Oberstetten
- Birkenstraße
- Brückenweg
- Brunnenberg
- Brunnengasse – im Stadtteil Vorbachzimmern
- Burgwiesenweg

## C
- Christian-Bürkert-Straße – die Christian Bürkert GmbH & Co. KG ist einer der Träger eines Umschulungs- und Fortbildungszentrums im Stadtteil Wermutshausen

## D
- Dreischwingen – der Weiler ist ein Ortsteil von Niederstetten ohne Straßennamen
- Dunzendorf – der Weiler ist ein Ortsteil von Rinderfeld ohne Straßennamen

## E

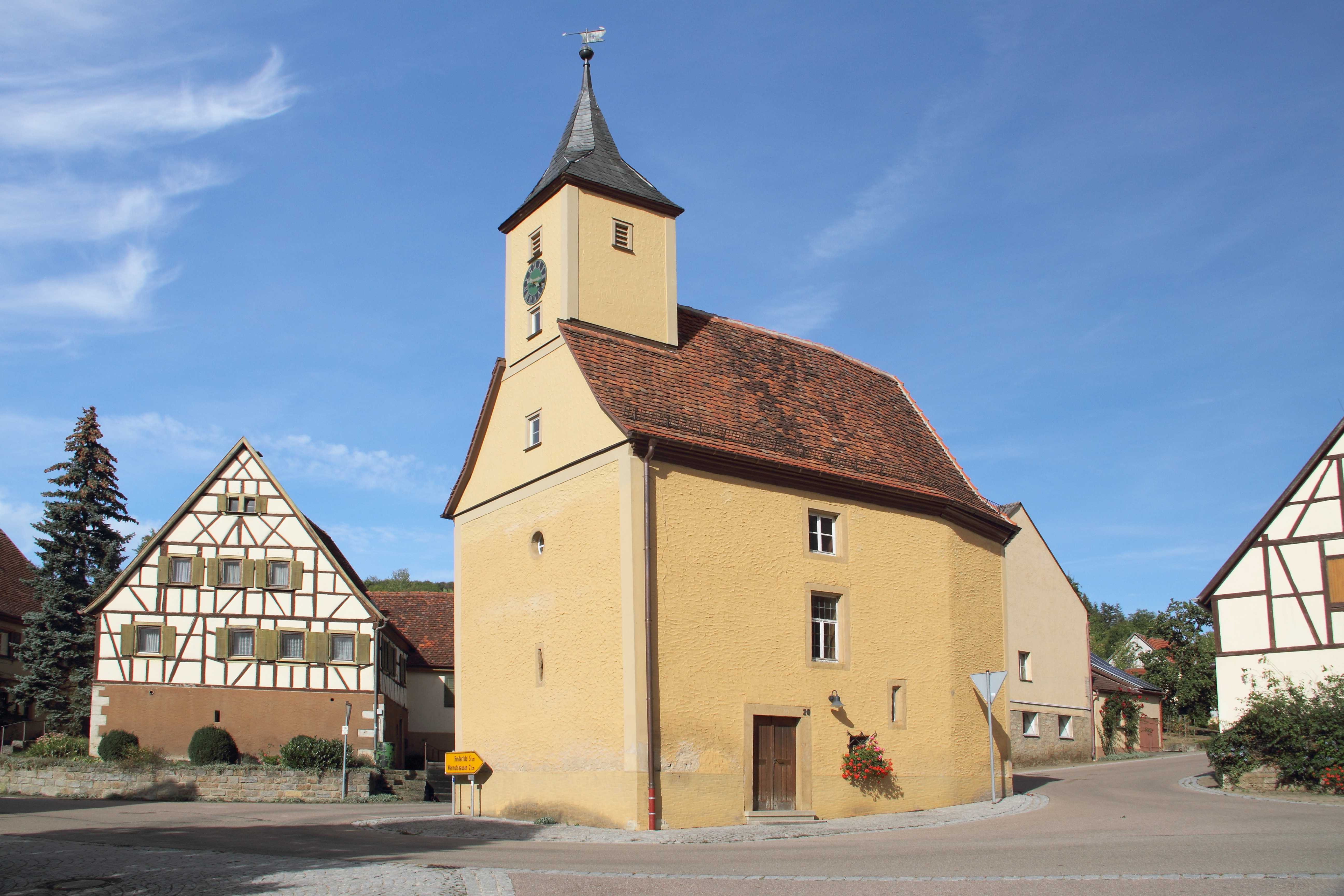
Mittelalterliche Kapelle,
Ebertsbronn 20

- Ebertsbronn – der Weiler ist ein Ortsteil von Wermutshausen ohne Straßennamen
- Eckgasse – im Weiler Heimberg, einem Ortsteil von Wildentierbach ohne Straßennamen
- Eichenweg – eine Forststraße im Gemeindewald bei Niederstetten
- Eichhof – der Weiler ist ein Ortsteil von Niederstetten ohne Straßennamen
- Eichhofstraße – im Stadtteil Adolzhausen
- Elberweg
- Erbsengasse
- Ermershausen – der Weiler ist ein Ortsteil von Niederstetten ohne Straßennamen

## F
- Fichtenweg
- Finkenweg
- Fliederweg
- Flurweg – im Stadtteil Adolzhausen
- Frickentalplatz
- Frickentalstraße
- Frickenwiesenweg

## G

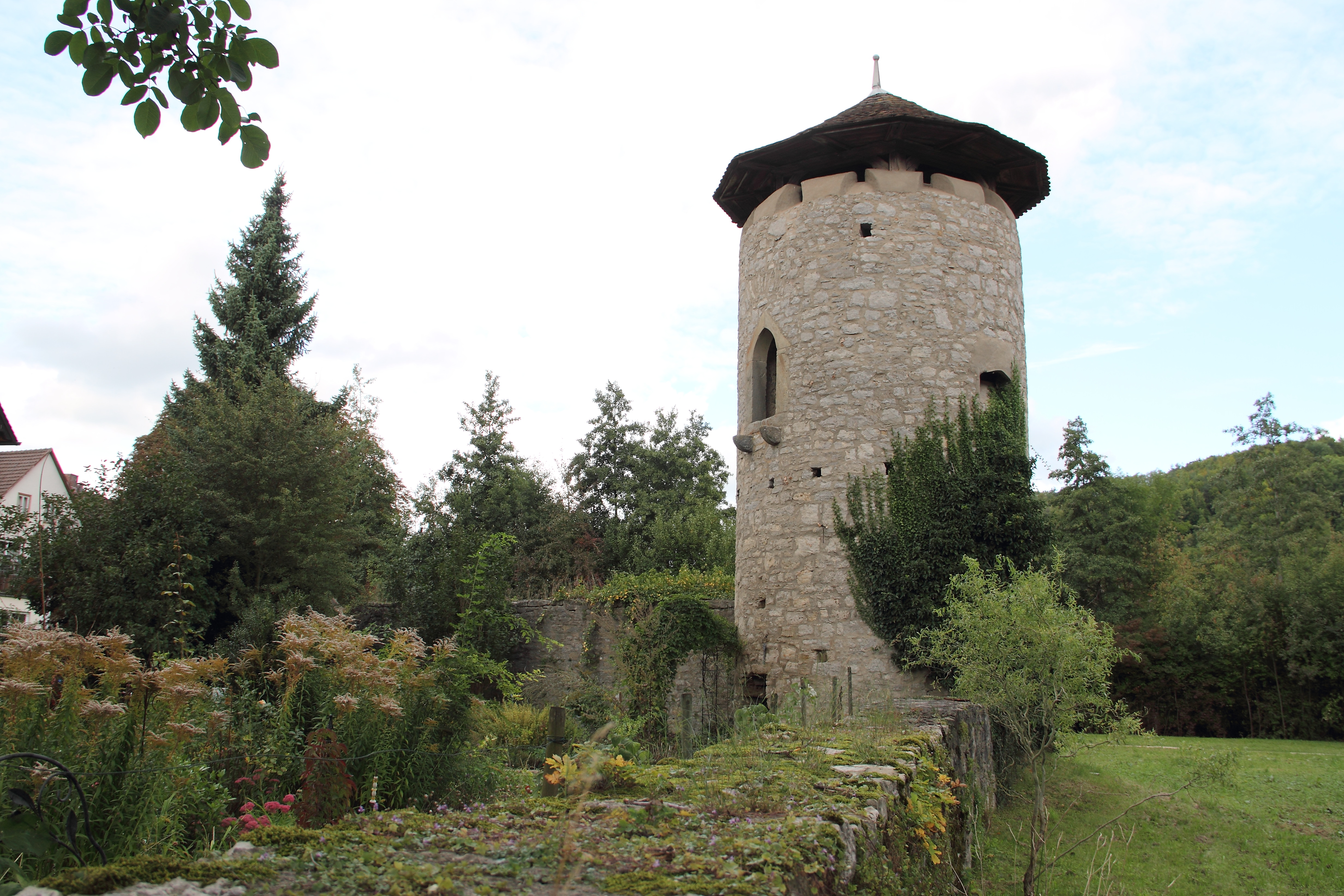
Befestigungsturm und mittelalterliche Stadtmauer, Grabenschied

- Gartenweg
- Gerhard-Sturm-Straße
- Goldammerweg
- Grabenschied
- Gutschergasse

## H

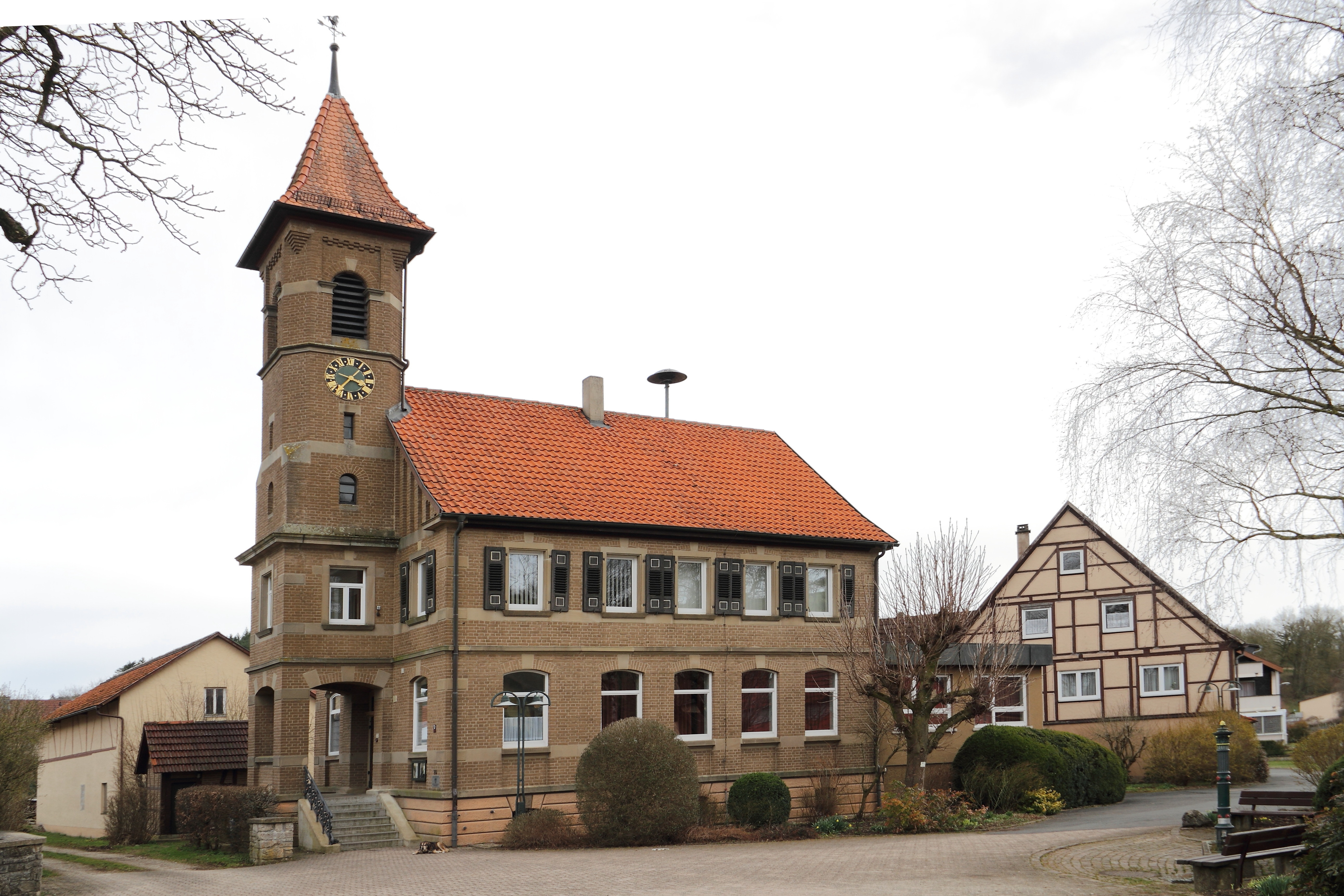
Rathaus und Schule, Herrenzimmern 28

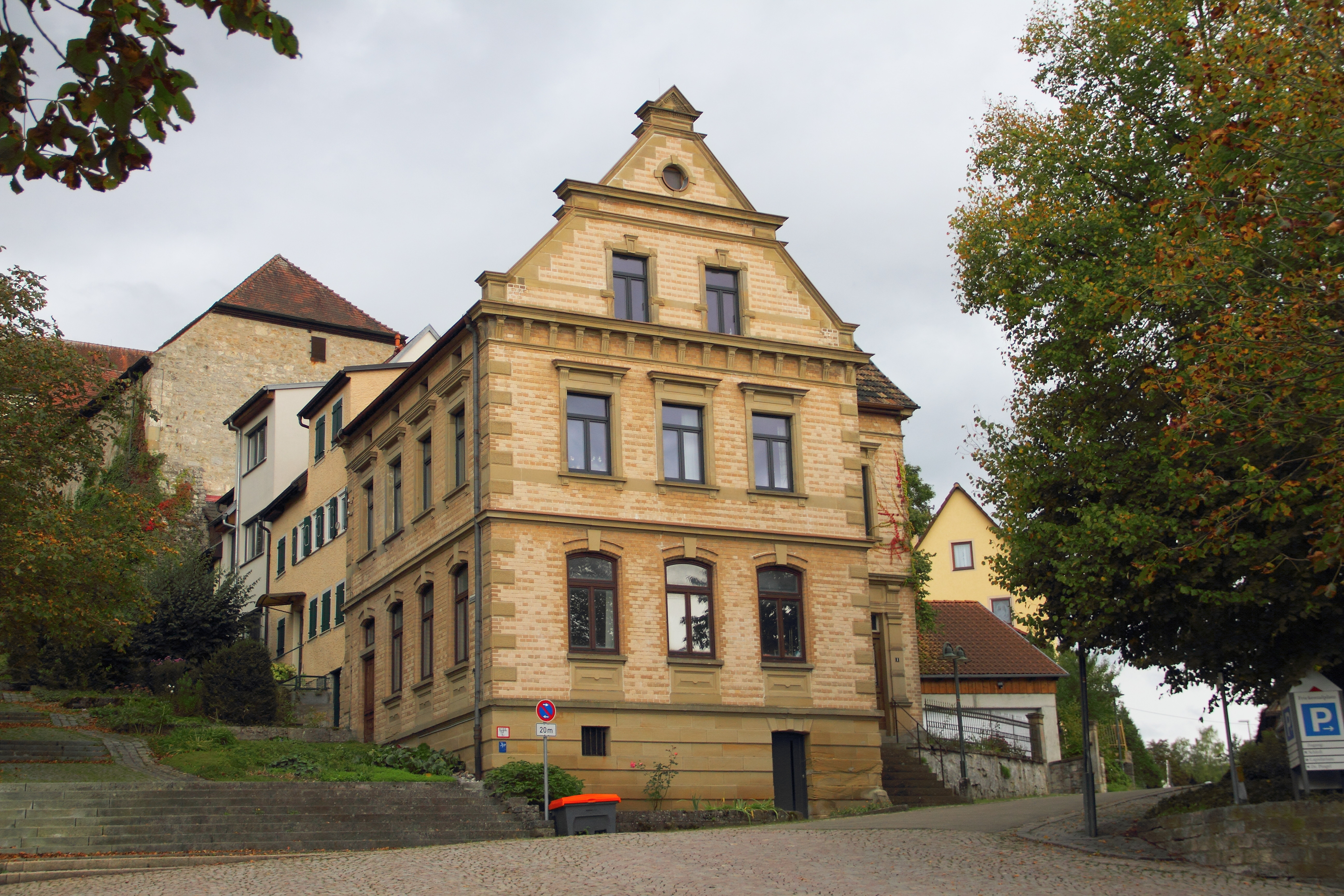
Ehemalige Schule,
Hollenbacher Straße 1

- Hachtel – der Weiler ist ein Ortsteil von Wildentierbach ohne Straßennamen
- Häckersteige
- Haselweg
- Hatzfeldstraße
- Hauptstraße
- Hauser Tal – im Stadtteil Vorbachzimmern
- Heftensteige
- Heimberg – der Weiler ist ein Ortsteil von Wildentierbach ohne Straßennamen
- Hellergrabenweg – eine Forststraße im Gemeindewald bei Pfitzingen
- Herrenzimmern – im Stadtteil Herrenzimmern gibt es keine Straßennamen
- Herrgottsweg – im Stadtteil Vorbachzimmern
- Heyerbergstraße
- Hintere Gasse – im Stadtteil Oberstetten
- Hoffelderweg – eine Forststraße im Gemeindewald bei Wermutshausen
- Hofwiese – im Stadtteil Adolzhausen
- Höllhof – der Weiler ist ein Ortsteil von Oberstetten ohne Straßennamen
- Höllhofsteige – im Stadtteil Oberstetten

- Hohe Buche
- Hohenbergweg – im Stadtteil Vorbachzimmern
- Hohenlohestraße
- Hohlweg – im Stadtteil Adolzhausen
- Hollenbacher Straße

- Holunderweg
- Hühnerweg

## I
- Im Anger – im Stadtteil Oberstetten
- Im Ganswasen
- Im Tal – im Stadtteil Adolzhausen
- Im Vogelsang
- In den Stäffelen

## J
- Junkerweg

## K
- K 2539
- K 2852
- K 2853
- K 2854
- K 2855
- K 2856
- K 2861
- K 2862
- K 2863
- K 2864
- K 2865
- K 2866
- K 2890
- K 2891
- Kanalweg
- Kiefernweg
- Kirchgasse
- Kirchplatz

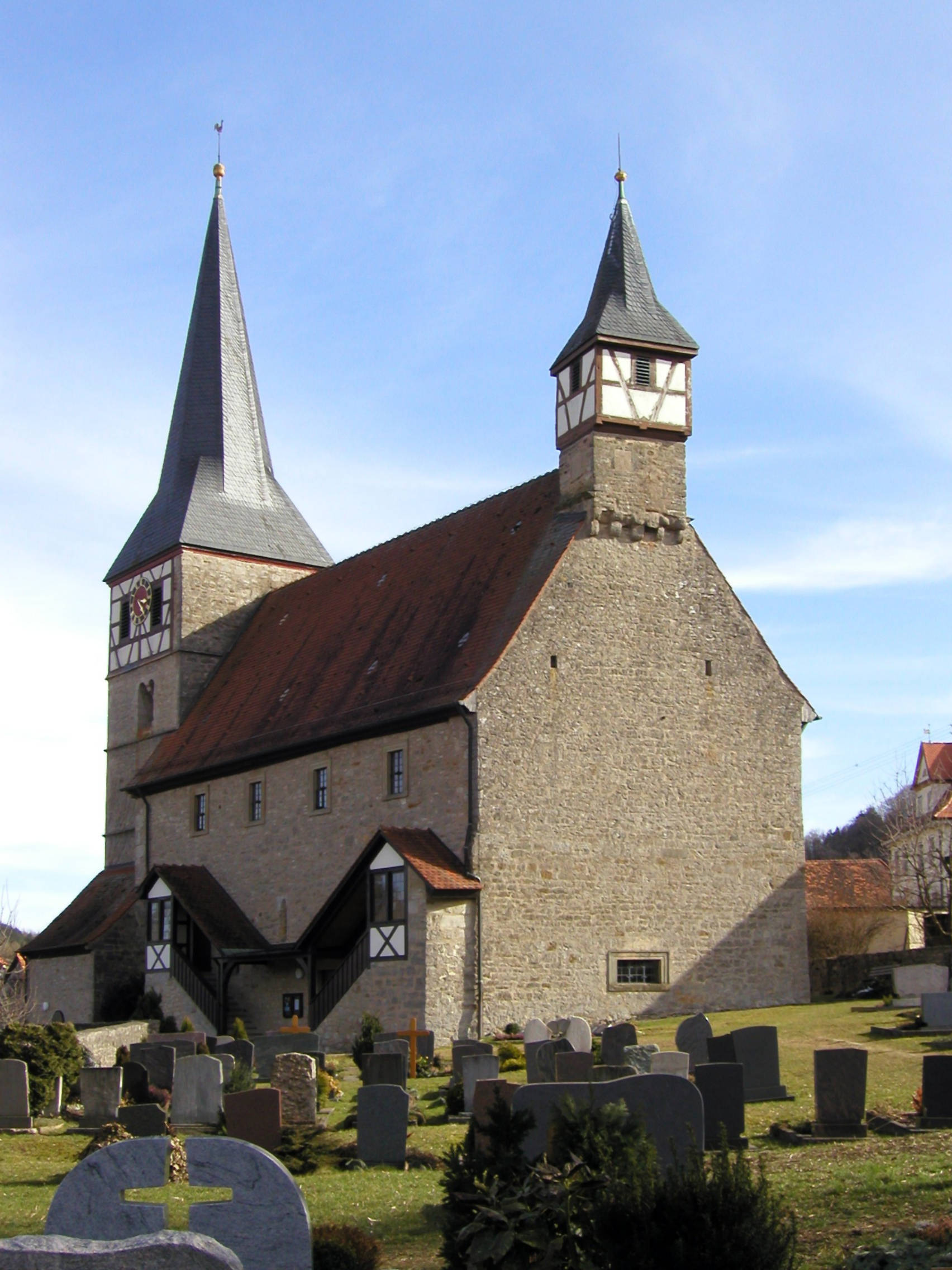
St. Bonifatius, Kirchweg 6

- Kirchweg – im Stadtteil Oberstetten
- Kirschbaumallee
- Klostergasse
- Kraußenklinge – im Stadtteil Adolzhausen
- Kühbergweg – im Stadtteil Oberstetten

## L
- L 1001
- L 1020
- Lange Gasse

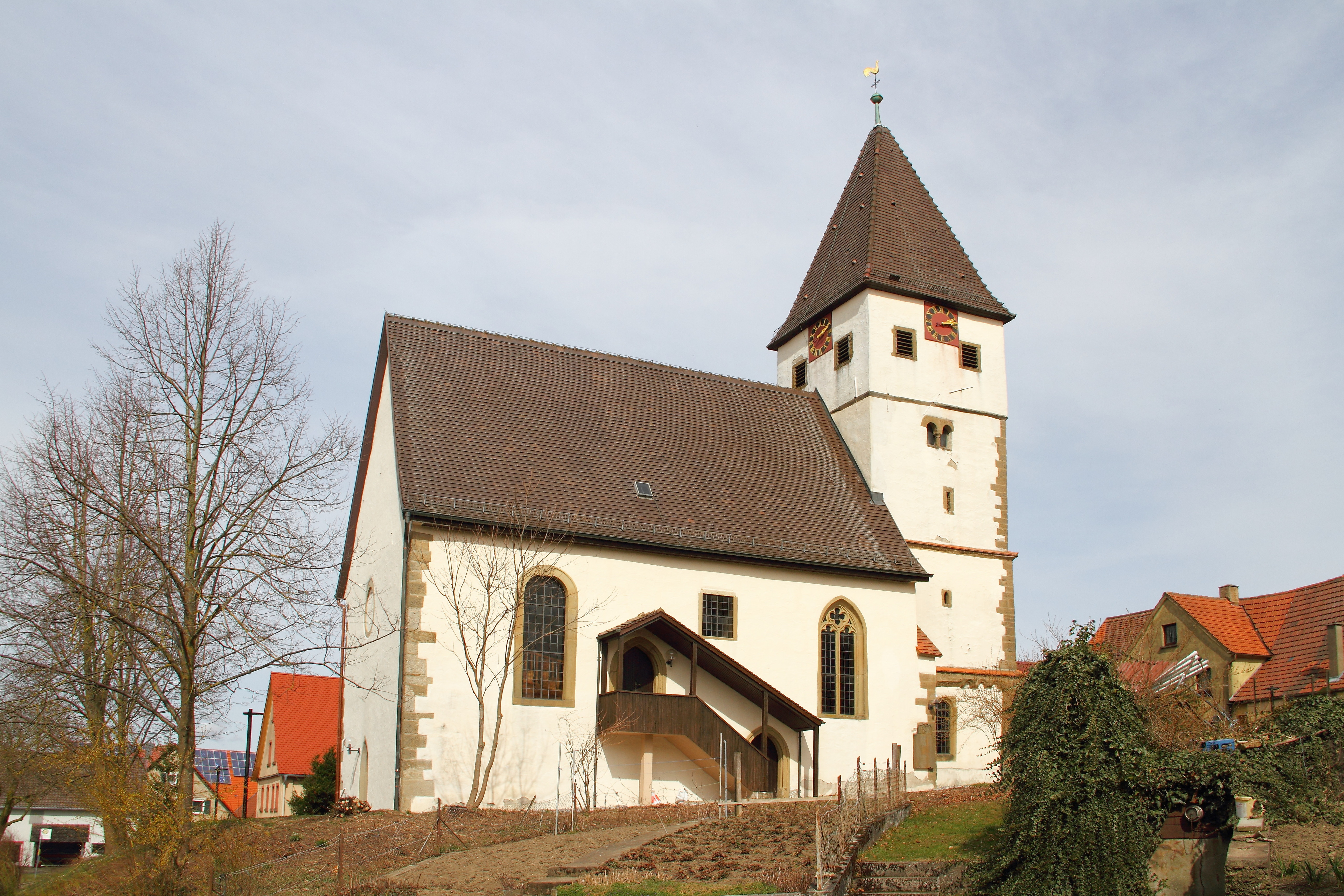
Pfarrkirche Adolzhausen, Lindengasse 20

- Laudenbacher Straße – im Stadtteil Vorbachzimmern
- Lerchenweg
- Lietenweg – im Stadtteil Adolzhausen
- Lindengasse – im Stadtteil Adolzhausen
- Lindenstraße – im Stadtteil Vorbachzimmern
- Lüfflingsbergstraße – im Stadtteil Vorbachzimmern

## M
- Marktplatz
- Maronenweg
- Maßweg – im Stadtteil Adolzhausen
- Meisenweg
- Mittelgasse – Die Mittelgasse hieß bis zur Zeit des Nationalsozialismus Synagogengasse, da sich zwei Synagogen in Niederstetten dort befanden. Die erste Synagoge stand in der Mittelgasse 2/1 (⊙) und die zweite Synagoge in der Mittelgasse 4 (⊙)[2]
- Mönchshof – zum Stadtteil Adolzhausen gehörendes einzelnes Gehöft
- Mühlgässle – im Stadtteil Oberstetten
- Münzgasse

## N
- Nachtigallenweg
- Nelkenweg
- Neuweiler

## O
- Obere Gasse – im Stadtteil Oberstetten
- Oberer Brühlweg – im Stadtteil Oberstetten
- Oberer Steinbachweg – im Stadtteil Vorbachzimmern
- Oberstetter Straße

## P
- Paradiesweg
- Pfitzingen – im Stadtteil Pfitzingen gibt es keine Straßennamen
- Pfitzinger Straße
- Pfitzinger Weg – im Stadtteil Adolzhausen

## R
- Rathausgasse
- Rebenweg
- Rehhofsteige

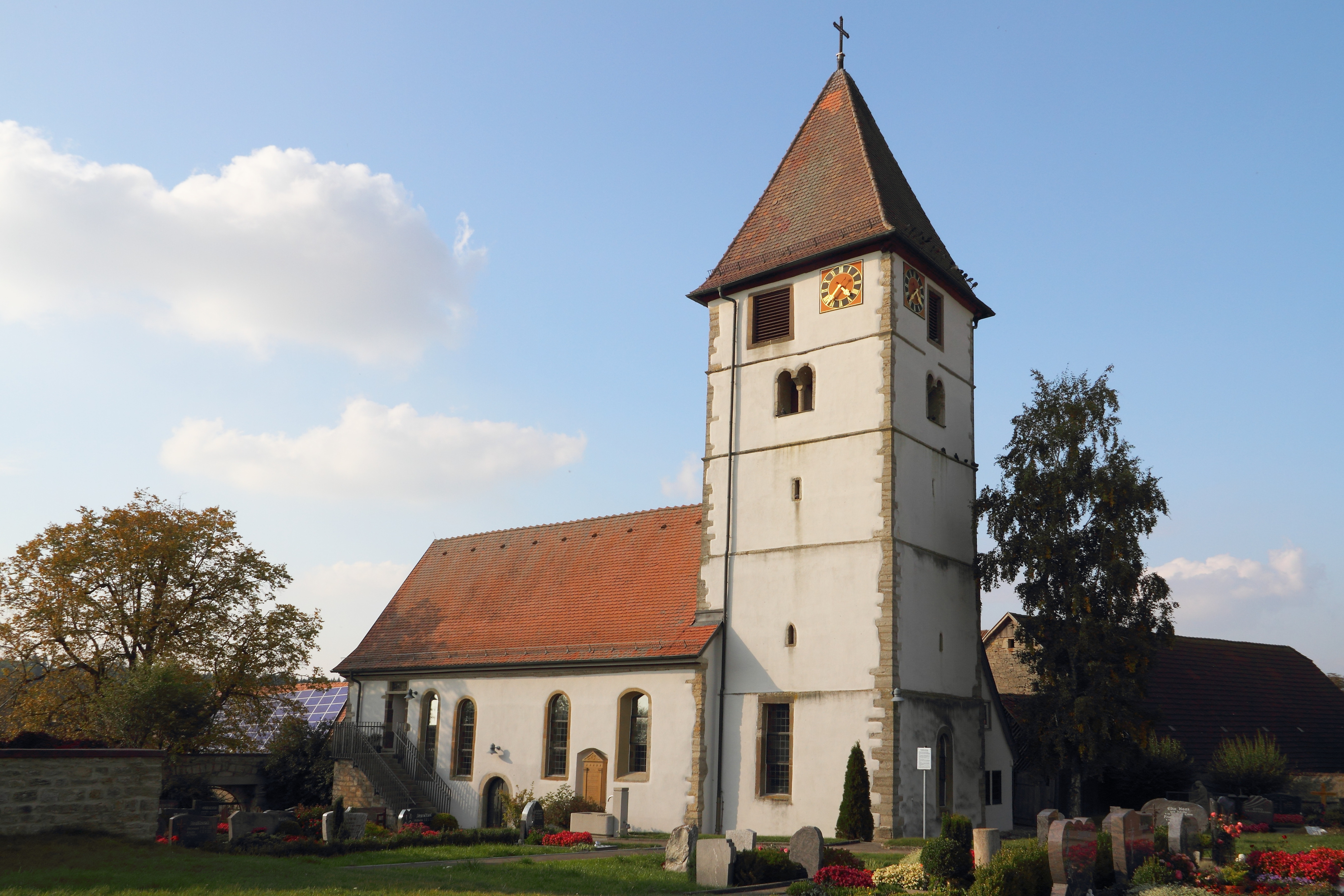
Pfarrkirche, Rinderfeld 44

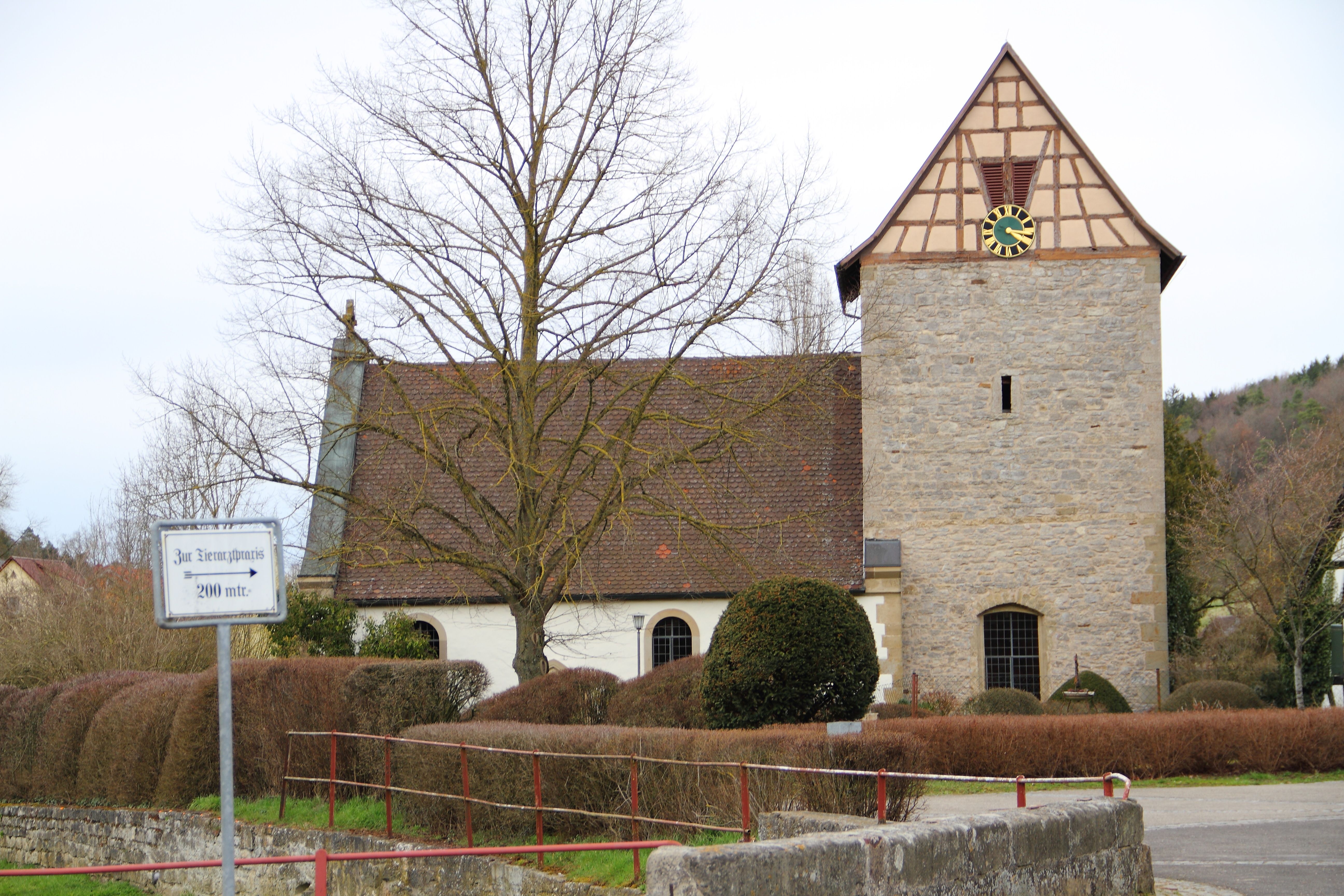
Pfarrkirche, Rüsselhausen 43

- Rehhofweg – eine Forststraße im Gemeindewald bei Niederstetten
- Reutalweg – im Stadtteil Oberstetten
- Rinderfeld – im Stadtteil Rinderfeld gibt es keine Straßennamen
- Röhrenbrunnengasse
- Römergasse
- Rosenbergstraße
- Rosenweg
- Rothenburger Steige – im Stadtteil Vorbachzimmern
- Rüsselhausen – im Stadtteil Rüsselhausen gibt es keine Straßennamen
- Rüsselhäuser Weg – eine Forststraße im Gemeindewald bei Rüsselhausen

## S

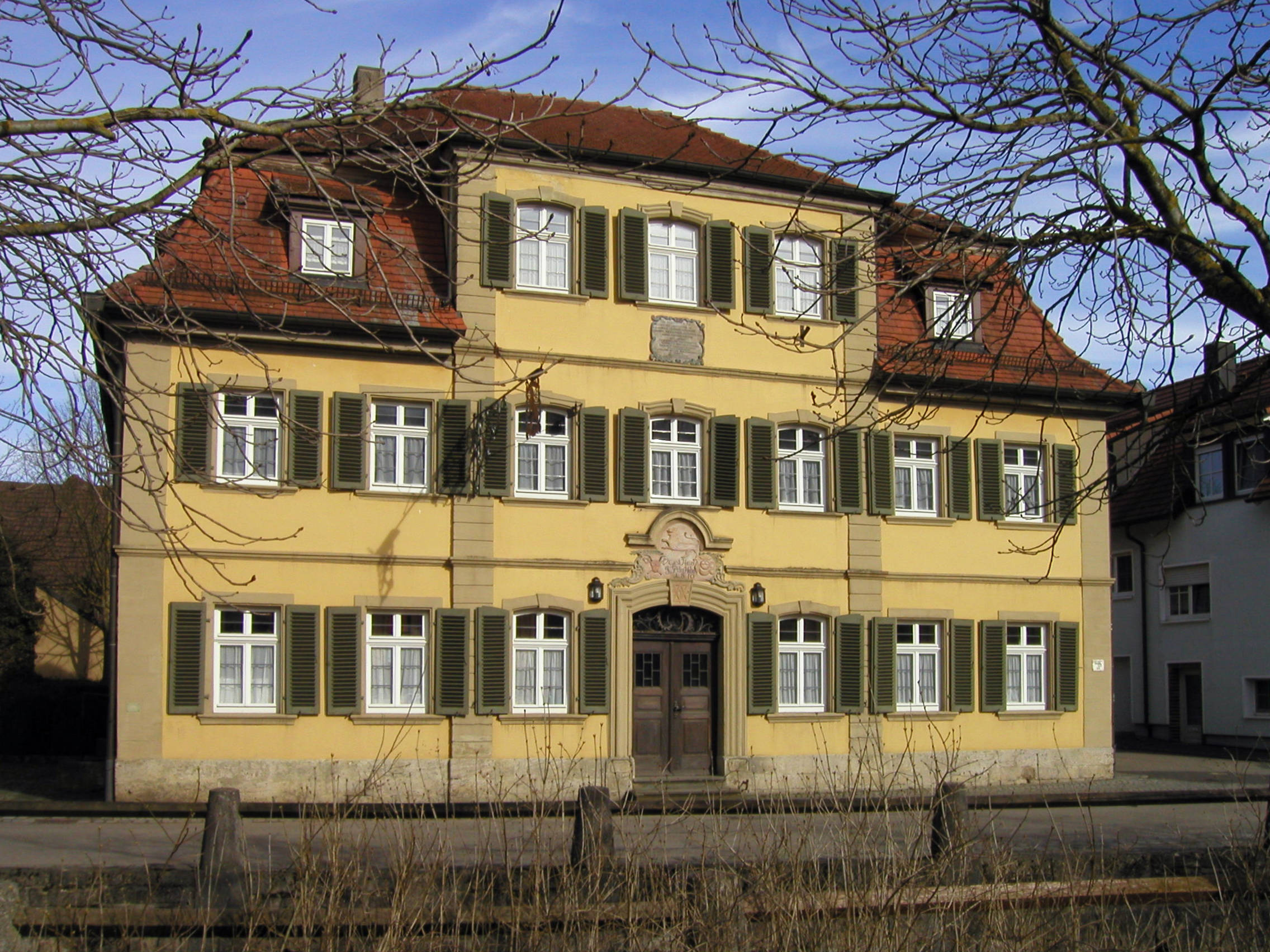
Sog. Amtshaus Oberstetten, Schrozberger Straße 1

- Schafgasse – im Stadtteil Oberstetten
- Schimmelturmgasse
- Schlehenweg
- Schloß Haltenbergstetten – beim Schloss Haltenbergstetten
- Schloßberg
- Schönbühler Straße – im Stadtteil Adolzhausen
- Schönhof – der Weiler ist ein Ortsteil von Wildentierbach ohne Straßennamen
- Schöntaler Berg
- Schrozberger Straße – im Stadtteil Oberstetten
- Seestraße
- Sichertshausen – der Weiler ist ein Ortsteil von Niederstetten ohne Straßennamen
- Silvanerweg
- Speierlingweg
- Sperrlohestraße
- Spielplatzweg – eine Forststraße im Gemeindewald bei Pfitzingen
- Spitalweg – im Stadtteil Adolzhausen
- Steingasse – im Stadtteil Vorbachzimmern
- Steinriegelweg – im Stadtteil Vorbachzimmern; die Steinriegel sind prägender Teil der Landschaft des Vorbachtals und des Taubertals
- Streichental – der Weiler ist ein Ortsteil von Rinderfeld ohne Straßennamen

## T
- Talstraße – im Stadtteil Oberstetten
- Torgasse
- Triensbachstraße – im Stadtteil Vorbachzimmern

## U
- Untere Gasse – im Stadtteil Oberstetten
- Unterer Brühlweg – im Stadtteil Oberstetten
- Unterer Spitalweg – im Stadtteil Adolzhausen
- Unterer Steinbachweg – im Stadtteil Vorbachzimmern

## V
- Vorbachstraße – im Stadtteil Oberstetten; nach dem Fluss Vorbach in dessen Tal Oberstetten, Niederstetten und Vorbachzimmern liegen
- Vorbachzimmerner Straße

## W

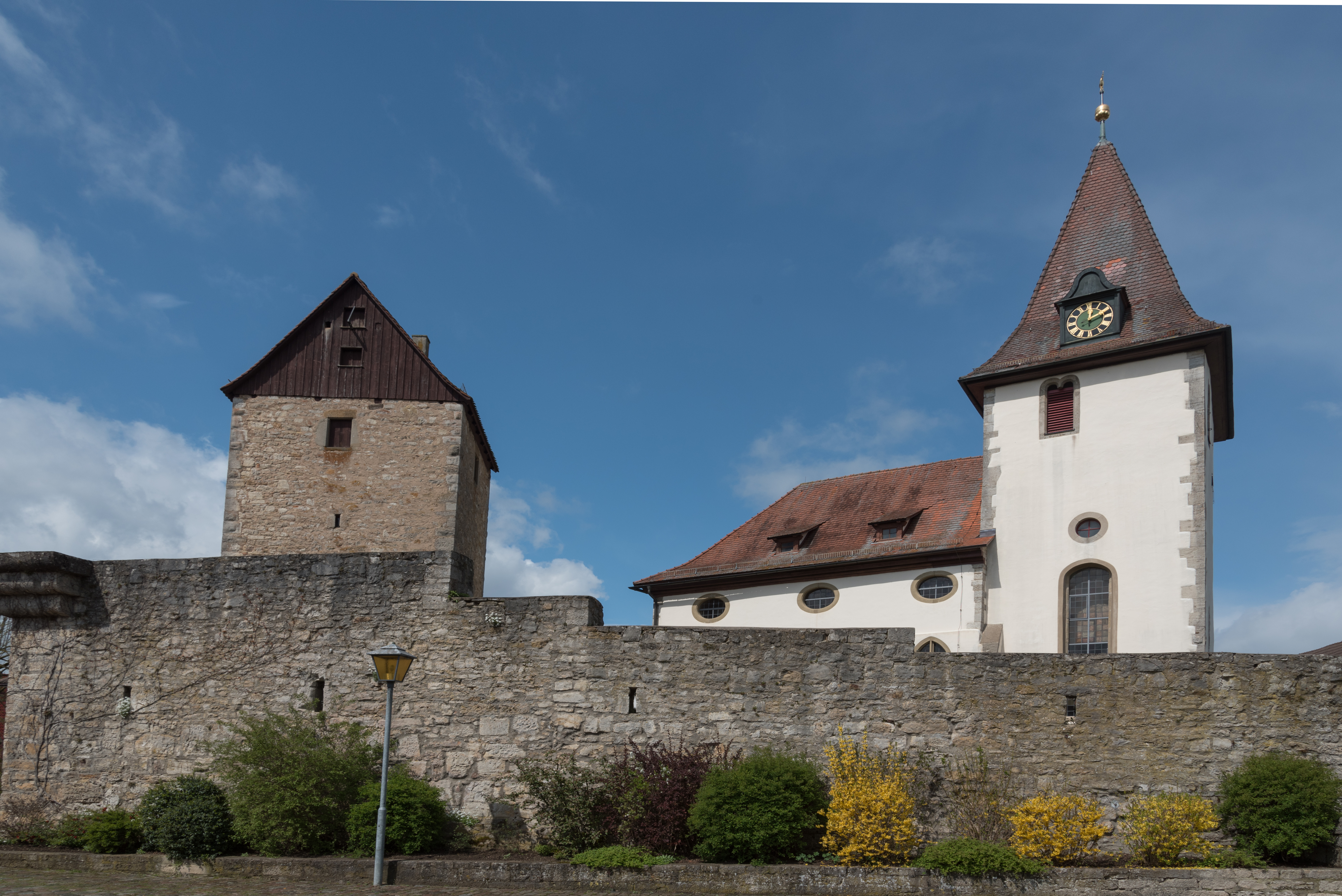
Pfarrkirche, Wildentierbach 42

- Weiherweg – eine Forststraße im Gemeindewald bei Wildentierbach
- Weilerhof – zum Stadtteil Oberstetten
- Weinsteige
- Weißdornweg
- Wermutshausen – im Stadtteil Wermutshausen gibt es keine Straßennamen
- Wermutshäuser Straße
- Wetteweg – im Stadtteil Adolzhausen
- Wildentierbach – im Stadtteil Wildentierbach gibt es keine Straßennamen
- Wildentierbacher Straße
- Wilhelm-Hachtel-Straße – benannt nach einem der Gründer der Unternehmensgruppe MHZ Hachtel
- Winzerweg – im Stadtteil Vorbachzimmern
- Wolkersfelden – der Weiler ist ein Ortsteil von Wildentierbach ohne Straßennamen
- Wulzweg – eine Forststraße im Gemeindewald bei Wildentierbach

## Z
- Zaisenhäuser Weg – im Stadtteil Adolzhausen
- Zehntscheuergasse
- Ziegelmühle

## Historische Straßennamen
S
- Synagogengasse – Bis zur Zeit des Nationalsozialismus, da sich zwei Synagogen in Niederstetten dort befanden. Heute: Mittelgasse.[2]

## Rad- und Wanderwege
- Jakobsweg Main-Taubertal
  - Etappe 7: Markelsheim – Niederstetten[3]
  - Etappe 8: Niederstetten – Creglingen[3]
- Panoramaweg Taubertal – Ergänzende Tour Nr. 1: Vorbachtal-Hohenlohe. Die erste Extra-Tour verläuft auf einem 27 Kilometer langen Rundkurs von Weikersheim über Laudenbach, Niederstetten, Wermutshausen und Laudenbach zurück nach Weikersheim.
- Taubertalradweg, Der Sportive:
  - Etappe 4: Boxberg bis Niederstetten
  - Etappe 5: Niederstetten bis Rothenburg ob der Tauber